# Copa Inca
Die Copa Inca, auch Torneo del Inca genannt, ist ein Fußball-Pokalwettbewerb, an dem peruanische Vereine teilnehmen dürfen. Das Turnier wurde 2011 zum ersten Mal unter dem Namen Torneo Intermedio ausgetragen. 2014 und 2015 wurde das Turnier mit weniger Teilnehmern und einem neuen Modus erneut ausgetragen.

## Bisherige Turniere

### 2011
An der ersten Ausrichtung des Turniers nahmen 32 Mannschaften teil, davon 16 Mannschaften aus der ersten Liga Perus, der Primera Division, fünf Mannschaften der zweiten Liga Perus, der Segunda Division, sowie elf weitere Mannschaften aus niedrigeren Ligen, die sich über die Copa Perú qualifiziert hatten. Das Turnier wurde im K.-o.-Modus ausgetragen. Im Finale konnte sich letztendlich der Verein Jose Galvez FBC mit einem 1-1 im Hinspiel und einem 6-2 im Rückspiel gegen Sport Áncash durchsetzen.

### 2014
Im Jahr 2014 fand das Turnier unter dem Namen Copa Inca statt. Das Teilnehmerfeld wurde auf 16 Vereine beschränkt, die in der ersten Liga Perus antreten. In zwei Gruppen mit je acht Mannschaften wurden die Finalisten bestimmt. Im Finale trafen also die Gruppensieger Alianza Lima und Universidad San Martin aufeinander. Nach 90 Minuten Spielzeit stand es 2-2 nach der Verlängerung 3-3. Im Elfmeterschießen konnte sich Alianza Lima mit 5-3 durchsetzen.

### 2015
2015 nahmen alle 17 Erstliga-Vereine Perus teil. Die Mannschaften wurden in 3 Gruppen mit je 6 Teilnehmen, mit Ausnahme einer Gruppe mit fünf Teams eingeteilt. Die Gruppensieger und die beste Zweitplatzierte Mannschaften qualifizierten sich für das Halbfinale. Im Finale standen sich Titelverteidiger Alianza Lima und Universidad César Vallejo gegenüber. Mit einem 3:1-Sieg wurde Universidad César Vallejo zum dritten Sieger der Copa Inca.

## Sieger
|                  | 2011         | 2014                   | 2015                      |
| ---------------- | ------------ | ---------------------- | ------------------------- |
| Sieger           | Jose Galvez  | Alianza Lima           | Universidad César Vallejo |
| Zweitplatzierter | Sport Áncash | Universidad San Martin | Alianza Lima              |